# Carlo Denina
Carlo Giovanni Maria Denina (Revello, 28 de febrero de 1731 – París, 5 de diciembre de 1813) fue un historiador y sacerdote italiano.

## Biografía y obras fundamentales
Ordenado sacerdote en 1752, Carlo Denina ejerció como maestro de Humanidades en varias escuelas de Piamonte. Su primera obra importante es el Discorso su le vicende d’ogni letteratura (Turín, 1760), ampliada dos años después con un Saggio sopra la letteratura italiana con alcuni altri opuscoli, serventi di aggiunte al Discorso sopra le vicende della letteratura (Lucca, 1762). Se trata de una obra de amplio respiro sobre el tema del nacimiento, progresos y decadencia de las ciencias y las letras en la Historia de las civilizaciones. Sus fuentes principales fueron Dubos, Racine (hijo), Méhégan, Lacombe y Algarotti. En el Discorso Denina acomete un significativo acercamiento a los ingleses (Addison, Pope, Shaftesbury, Bolingbroke) y manifiesta un interés particular por Haller, entre los alemanes, y por los olvidados españoles. La obra tuvo un éxito inmediato, con traducciones al inglés y al francés. Por este ensayo, se ha considerado a Denina en tanto que precursor del comparatismo literario decimonónico; sin embargo, como especifica Giovanni Getto, el panorama de la literatura universal allí esbozado no surge a raíz de un estímulo de un más profundo gusto histórico y crítico, sino sólo de un gusto de inteligencia enciclopédica y de un ambicioso cosmopolitismo cultural. El suyo es un universalismo anticipador pero diferente al más fundado y serio planteamiento comparatista y universalista de Juan Andrés, autor, diez años más tarde, de la primera gran Historia de la Literatura Universal. Pese a ello, la historia de Denina revela una constante preocupación por pasar del mero documento y del particular a una vasta y profunda síntesis. Por eso, el Discorso es una Historia “filosófica”, según el término entonces usado para estos tipos de sinopsis historiográficas. En 1784 publicó en Berlín una nueva edición de las Vicende della letteratura (y luego Venecia, 1788), que comprendía también un Discorso intorno ai progressi dell’arte y los Pensieri diversi tratti da ragionamenti inediti. Tres décadas después, en 1811, editó en Carmañola (Turín) un cuarto volumen titulado Saggio istorico-critico sopra le ultime vicende della letteratura, resultado de la recopilación de varios opúsculos y cartas escritas en los últimos años. 
En 1765 realizó un tour por Italia. Tres años más tarde dio comienzo a la publicación de su obra capital, las Rivoluzioni d’Italia, la cual le valió la cátedra de elocuencia en la Universidad de Turín (1770). Es otra “historia filosófica”: allí Denina pretende analizar no sólo los hechos políticos, sino también los factores geográficos, antropológicos y sociológicos que determinaron la Historia de las varias repúblicas italianas. Las Rivoluzioni obtuvieron un éxito inmediato: la obra se tradujo muy pronto en diferentes idiomas. 
Es de 1776 su Bibliopea o sia l’arte di compor libri, una especie de manual de literatura y retórica a uso de los alumnos. El año siguiente publicó Dell’impiego delle persone (1777), libro que le causaría varios problemas con la censura. Por este y otros motivos, hacia finales de los años 70 del siglo decidió emprender un viaje a Alemania. Invitado por Federico II, llegó a Berlín, donde, además de dar a la imprenta el antemencionado volumen de las Vicende della letteratura, publicaría el Essai sur la vie et le règne de Frédéric II (1788) y la Prusse littéraire sous Frédéric II (1790-91) (para sus años en Alemania, véase la Autobiografia berlinese, 1790).
En Berlín publicó también en lengua francesa la Reponse à la question: Que doit-on à l'Espagne?, obrita con la que entró en abierta polémica con la Encyclopédie acerca de la importancia de la literatura española en el desarrollo de la cultura europea. Denina, quien pudo conocer la literatura española gracias a la Biblioteca Real de Potsdani y a la del señor de Las Casas (representante de España en esa corte), se inserta de este modo en la querella empezada por la aparición del provocativo artículo de Masson “Espagne” en la Encyclopédie méthodique (también Cavanilles publicó en francés una respuesta: Observations de M. l’Abbé Cavanilles sur l’article Espagne de la Nouvelle Encyclopédie, París, A. Jombert, 1784). La respuesta de Denina ganó el premio anual de la Real Academia Española en 1785. La fuente principal del ensayo de Denina es el Saggio storico-apologetico del Padre Lampillas, jesuita exiliado en Italia. Sobre el mismo argumento escribió también las Lettres critiques pour servir de supplément à sa Reponse à la question: Que doit-on à l’Espagne? (Berlín, 1786). Manuel de Urcullu fue el encargado de traducir estas dos obras el español, con los títulos Respuesta a la pregunta ¿Qué se debe a España? (Valencia, Salvador Faulí, 1786) y Cartas críticas para servir de suplemento al discurso sobre la pregunta ¿Qué se debe a España? (Madrid, Don Plácido Barco López, 1788). Juan Pablo Forner redactó una Oración apologética por la España y su mérito literario: para que sirva de exornación al discurso leído por el Abate Denina en la Academia de Ciencias de Berlín, respondiendo a la cuestión ¿ Qué se debe a España? (Madrid, Imprenta Real, 1786).
Tras un breve viaje a Italia (1792),  a su retorno a Berlín Denina escribiría, otra vez en francés, las Considérations d'un Italien sur l'Italie: guide littéraire pour diffirents voyages y las Considérations diverses sur l'Allemagne occidentale, la Suisse et l'Italie (Berlín 1794-95).
En 1796 publicó en Berlín Della Russiade (luego Pavia, 1799), poema en diez cantos que fingió haber traducido de un original griego: en esta composición Denina celebra a Pedro I de Rusia y la fundación de San Petersburgo. Napoleón, quien conoció a Denina en Maguncia, lo nombra finalmente bibliotecario en París, ciudad en la que residiría hasta 1812, año de su muerte.

## Ediciones en español
De C. Denina se han traducido las siguientes obras al español:
- Respuesta a la pregunta ¿qué se debe a la España?, trad. de Manuel de Urqullu, Valencia, Salvador Faulí, 1786.
- Cartas críticas para servir de suplemento al discurso sobre la pregunta ¿Qué se debe a España?, trad. de Manuel de Urqullu, Madrid, Don Plácido Barco López, 1788.
- Historia política y literaria de Grecia, trad. de J. Navia y Bolaño, Madrid, Pantaleón Aznar, 1793-1795, 4 vols.
- Discurso sobre las variaciones de la literatura, trad. de Roque Ignacio Vico, Segovia, Imprenta de Espinosa, 1797.